# 天使のお仕事 (テレビドラマ)
『天使のお仕事』（てんしのおしごと）は、1999年1月6日から3月24日までフジテレビの「水曜劇場」枠で放送されたテレビドラマ。

## 概要
観月ありさは1998年放送の同局月9ドラマ『ボーイハント』終了後わずか1クール明けて再び主演した（観月の次出演作は本作品終了から翌年の『ナースのお仕事3』）。
キャスト・スタッフの大半が『ナースのお仕事』からシフトしており、一種のスター・システムと言える。エンディングの演出も『ナースのお仕事2』と類似していた。しかしながら『ナースのお仕事』で観月とコンビを組む松下由樹は当時他局ドラマの出演があってか本作には出演していない。

### 作品の状況
前述のとおり、本作には同じくフジテレビで同じく観月が主演した『ナースのお仕事』シリーズのパート1、パート2にレギュラー出演した俳優が多数レギュラー出演し、同作と似たような作風になったが、視聴率は第2話以降急落し、第8話では視聴率が第1話の16.5%の3分の1にも満たない5.9%を記録してしまった。
本作品ではまりあ（役名）のドジっぷりは朝倉いずみと同じであるが、相方（ルームメイト）は理絵であり、朝倉いずみと尾崎翔子のような漫才的な掛け合いはなく、淡々と分かち合っていく様が描かれた。まりあの視点からシスターの日常と自立を軸に描いており、いずれにせよ宗教色が残ったことから、作品の人気が小学生にもコミカルで世界観がなじみやすい『ナースのお仕事』シリーズと比べて振るわなかった。修道院をめぐる財政問題や犯罪被害者として苦悩する日下部の姿といった現実的な社会面がシリアスに散りばめられていた。
まりあという役名は『ナースのお仕事3』で誕生した尾崎翔子・沢田俊介夫妻の長女に名付けられている。
日下部が警官から拳銃を奪い取り、妻殺しの犯人・小暮に向けて銃口を向け、まりあが身を挺して説得するも暴発してしまう場面があるが、「ナースのお仕事 ザ・ムービー」でも類似するシーンがある。
現在までビデオソフト化どころか、再放送もされていない（同時期に放送された「救命病棟24時（第一期）」・「こいまち」も全話再放送・ビデオソフト化がなされていない。）。
オリジナルサウンドトラックCD（ブックレットに本編スチルとあらすじ等の記載あり）とノベライズ本は発売されており、ドラマの内容を垣間見ることは出来る。

## あらすじ
1999年の真冬のある日、父親の遺言から阿部まりあがシスター志願の為にサンタ・ビアンカ・クローチェ修道院にやって来た。まりあは、おっちょこちょいで周囲をあっと驚かせる程のドジを繰り返しながらも厳しい修道院生活を送っていた。しかし質素な生活に馴染めなかったまりあは修道院を抜け出し、父親が眠る墓地へと赴く。そこで妻を殺害され深い絶望を抱えて心を閉ざした弁護士・日下部護と出会い、寝ぼけたまりあは亡父と見間違える。あくる日、サンタ・ビアンカ・クローチェ修道院の土地所有者となった実業家・前島からの依頼で明け渡しを求め、日下部と助手の岩田がやって来る。
神様や人間どころか自分すら信じられない日下部に、当初は反発を覚えるまりあだったが次第に日下部の苦しさを理解し、日下部の心を救いたいと思う様になる。

## キャスト
- 阿部まりあ〈22〉：観月ありさ
サンタ・ビアンカ・クローチェ修道院の新米シスター。おっちょこちょいで、ドジを踏むことも多い。妻を殺害されて神様や人間を信じることができなくなってしまった弁護士・日下部と出会い、当初は彼に反発を覚えるが…。
- 日下部護〈47〉：長塚京三
弁護士。妻を殺害されて神様や人間を信じることができなくなってしまうが、まりあとの出会いで次第に変化。神父のフリをして修道院に住み着いていたことも。
- 岩田元〈27〉：城島茂（TOKIO）
日下部の助手。まりあに恋心を抱く。
- 吉野理絵〈22〉：上原さくら
まりあと同じく、修道院の新米シスター。当初はまりあに戸惑うが、やがて彼女の同情派になっていく。
- 戸川愛子〈28〉：北浦共笑
修道院のシスター。クールでどこか理由あり。なぜかまりあを目の敵にする。
- 安田刑事：左右田一平
- 前島憲一：西田健
修道院の土地所有者。修道院の明け渡しを求める。
- 馬場花子〈40〉：深浦加奈子
修道院のシスターで、まりあの教育係。「修道院の生活には厳しさこそが必要」という考え方の持ち主であり、修道院の改革を進めようとする院長・沢木に反発する。
- 大山和枝〈38〉：森公美子
修道院のシスター。聖歌に魅力を感じてシスターになるが、質素な食事には不満を抱く。まりあに影響され、修道院の生活の厳しさに疑問を投げかける。
- 沢木五月〈55〉：吉行和子
修道院の院長。修道院の改革を進めようとする。まりあに期待を寄せる。
- 山田光江：石井トミコ
ホームレス。まりあが落としたロザリオを修道院に届ける。修道院が主催した炊き出しに参加。
- 耕造：石井愃一
ホームレス。修道院が主催した炊き出しに参加。
- 小暮隆介：柏原収史
突然修道院に現れた青年。実は日下部の妻を殺害した犯人。

## スタッフ
- 脚本：中谷まゆみ、沢村一幸
- 演出：木下高男、林徹
- プロデュース：大賀文子、両沢和幸
- 音楽：鴨宮諒
- 主題歌：観月ありさ「朝陽のあたる橋」
- 制作著作：フジテレビ

## 放送日程
| 第1話                                                     | 1月06日 | ドジでおちゃめな救世主   | 沢村一幸 中谷まゆみ | 木下高男 | 16.5% |
| 第2話                                                     | 1月13日 | 神様?どこにいるんだ!!    | 沢村一幸            | 木下高男 | 11.6% |
| 第3話                                                     | 1月20日 | チャペルに奇跡が起きる!  | 沢村一幸            | 林徹     | 8.3%  |
| 第4話                                                     | 1月27日 | 危ない修道院が襲われる!! | 沢村一幸            | 林徹     | 8.8%  |
| 第5話                                                     | 2月03日 | オトコの部屋にシスター?  | 沢村一幸            | 木下高男 | 6.0%  |
| 第6話                                                     | 2月10日 | 私は、ここを出ていきます | 沢村一幸            | 林 徹    | 7.0%  |
| 第7話                                                     | 2月17日 | 断食!お腹がすいて死にそ  | 沢村一幸            | 林 徹    | 6.4%  |
| 第8話                                                     | 2月24日 | 大乱闘ボランティア活動!  | 沢村一幸            | 木下高男 | 5.9%  |
| 第9話                                                     | 3月03日 | そして門は閉ざされた     | 沢村一幸            | 林 徹    | 7.1%  |
| 第10話                                                    | 3月10日 | 最後の祈り               | 沢村一幸            | 木下高男 | 7.1%  |
| 第11話                                                    | 3月17日 | あなたが好きだから…      | 沢村一幸            | 林 徹    | 7.9%  |
| 最終話                                                    | 3月24日 | さよならチャペル         | 沢村一幸            | 木下高男 | 6.9%  |
| 平均視聴率 8.3%（視聴率は関東地区・ビデオリサーチ社調べ） |         |                          |                     |          |       |